# Corinne Le Gal
Corinne Le Gal (ur. 1 czerwca 1961) – francuska kolarka szosowa i torowa, srebrna medalistka szosowych mistrzostw świata.

## Kariera
Największy sukces w karierze Corinne Le Gal osiągnęła w 1992 roku, kiedy wspólnie z Jeannie Longo, Catherine Marsal i Cécile Odin zdobyła srebrny medal w drużynowej jeździe na czas podczas szosowych mistrzostw świata w Benidorm. Na rozgrywanych rok później szosowych mistrzostwach Francji wywalczyła brązowy medal w wyścigu ze startu wspólnego. Startowała także w kolarstwie torowym, zdobywając między innymi dwa medale na mistrzostwach kraju w 1990 roku: złoto w wyścigu punktowym oraz srebro w indywidualnym wyścigu na dochodzenie. Nigdy nie zdobyła medalu na torowych mistrzostwach świata. Nigdy też nie wystąpiła na igrzyskach olimpijskich.